# Gang Benchen
Der Gang Benchen – auch Kang Benchen, Kangboqen, Kangbengquin, Kangpenqin, Kangbochin oder Kangpengqing bekannt – ist die höchste Erhebung des Baiku Kangri, eines Gebirgsstocks, welcher nordwestlich des Shishapangma nach Nordwesten reichend, von der Hauptkette des Himalaya abzweigt.
Neben den verschiedenen Schreibweisen des Namens sind auch differierende Höhenangaben im Bereich von 7211 m bis 7299 m bekannt.

## Besteigungsgeschichte
Die Erstbesteigung gelang am 1. April 1982 Riyuko Morimoto, Kozo Matsubayashi, Kazunari Ushida, Shim Koshima, Takao Morito, Goro Hitomi, Kiyoshi Nakagawa und Hiroshi Kondo, Mitglieder einer japanischen Expedition. Am Folgetag erreichten Shoichiro Ueo, Takashi Nishiyama und Rikuyo Morimoto den Gipfel.